# Saison 2018-2019 du FC Barcelone
Maillots
Chronologie
Saison précédente Saison suivante
La saison 2018-2019 du FC Barcelone est la 120e depuis la fondation du FC Barcelone. Elle fait suite à la saison 2017-2018 qui a vu le Barça remporter le Championnat et la Coupe d'Espagne. Il s'agit de la deuxième saison d'Ernesto Valverde au poste d'entraîneur.
Lors de la saison 2018-2019, le FC Barcelone est engagé dans quatre compétitions officielles : Championnat d'Espagne, Ligue des Champions, Coupe d'Espagne et Supercoupe d'Espagne.
L'été 2018 est marqué par le départ d'Andrés Iniesta et les arrivées des Brésiliens Malcom et Arthur, du Chilien Vidal et du Français Lenglet.

## Pré-saison

### Mai
Le 12 mai, Ernesto Valverde annonce l'arrivée en équipe première des jeunes de La Masia, Carles Aleñá et Oriol Busquets.

### Juin
Le 3 juin, Samuel Umtiti renouvelle son contrat jusqu'en 2023. Sa clause de départ s'élève désormais à 500 M€.
Le 7, Éric Abidal est nommé directeur sportif en remplacement de Roberto Fernández.

### Juillet

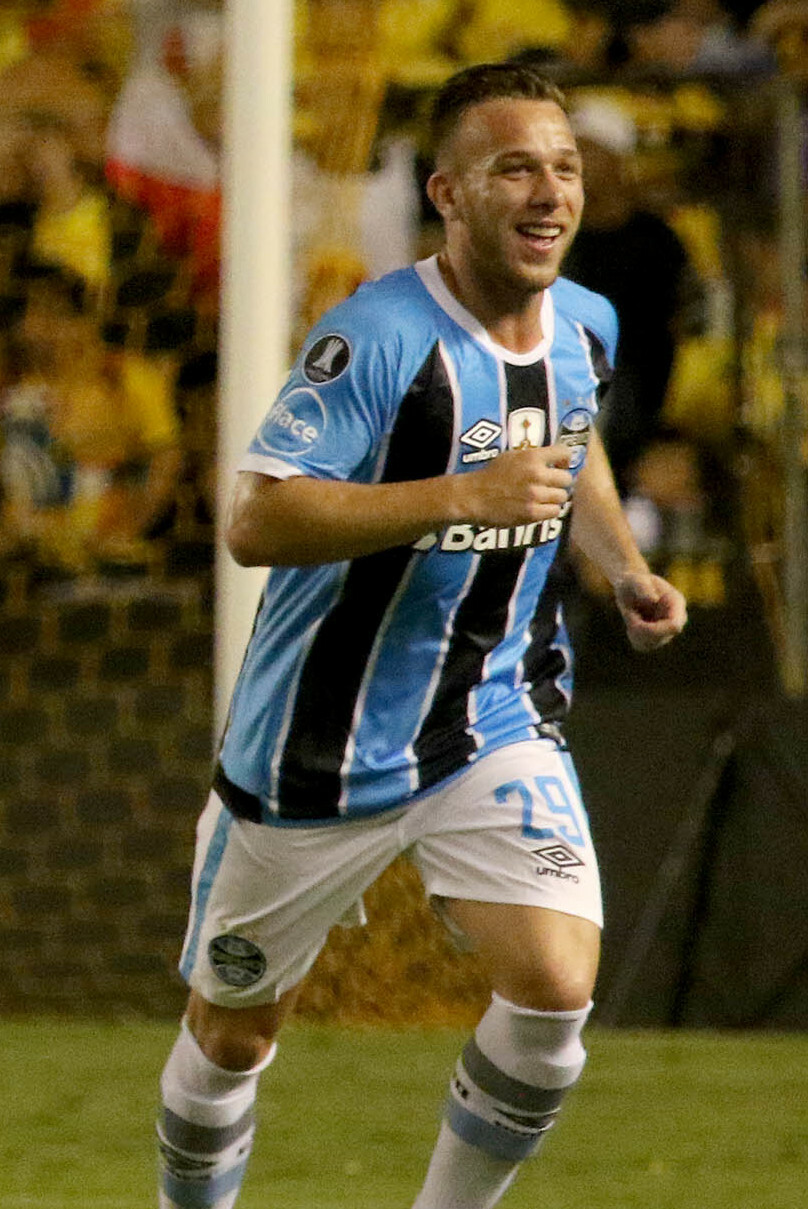
Arthur est une des principales recrues de l'été 2018.

Le 8 juillet, Paulinho quitte le club sur forme de prêt après seulement une saison au Barça.
Le 9, le club annonce l'arrivée du milieu de terrain brésilien Arthur. Deux jours après, le club recrute le défenseur central français Clément Lenglet en provenance du Séville FC.
Le 12, l'équipe reprend les entraînements mais sans les nombreux internationaux qui ont participé à la Coupe du monde. Des jeunes de l'équipe filiale tels que Riqui Puig et Juan Miranda s'entraînent avec l'équipe première.
Barcelone compte quatre champions du monde dans ses rangs : les Espagnols Gerard Piqué et Sergio Busquets (champions en 2010) et les Français Samuel Umtiti et Ousmane Dembélé (champions en 2018).
Le 24, le club annonce l'arrivée de l'ailier brésilien Malcom en provenance des Girondins de Bordeaux.
Lors de l'été 2018, le FC Barcelone joue trois matches amicaux aux États-Unis dans le cadre de l'International Champions Cup.
Le 28 juillet, le Barça fait match nul 2 à 2 (victoire 5 à 3 aux tirs au but) face à Tottenham Hotspur au Rose Bowl Stadium de Pasadena. Munir et Arthur inscrivent les buts du Barça.
À la suite du départ d'Andrés Iniesta, Lionel Messi devient le nouveau capitaine de l'équipe. Messi reprend l'entraînement à la Cité Sportive Joan Gamper le 31 juillet en compagnie de Sergio Busquets, Jordi Alba et Gerard Piqué.
Le 31, Barcelone perd 4 à 2 face à l'AS Roma au AT&T Stadium d'Arlington (Texas).

## Saison

### Août
Le 3 août, le club annonce l'arrivée de l'international chilien Arturo Vidal pour renforcer le milieu du terrain.
Le 4 août, Barcelone perd 1 à 0 face à l'AC Milan au Levi's Stadium près de San Francisco.
Le 12 août, Barcelone remporte à Tanger la Supercoupe d'Espagne en battant 2 à 1 le Séville FC avec des buts de Gerard Piqué et Ousmane Dembélé. Lionel Messi devient le joueur le plus titré de l'histoire du club (33 titres officiels).
Le 15, lors du traditionnel trophée Joan Gamper, Barcelone bat 3 à 0 les Argentins de Boca Juniors au Camp Nou.
Le championnat d'Espagne commence le 18 août avec une victoire 3 à 0 face au Deportivo Alavés au Camp Nou. Messi (2) et Coutinho inscrivent les trois buts.
Le 25, Barcelone s'impose 1 à 0 (but de Dembélé) sur le terrain du néo-promu Real Valladolid (2e journée de championnat).
Le 30, lors du tirage au sort de la Ligue des champions, Barcelone est versé dans le groupe B avec Tottenham Hotspur, le PSV Eindhoven et l'Inter de Milan.

### Septembre
Le 2 septembre, Barcelone bat 8 à 2 le néo-promu SD Huesca au Camp Nou (3e journée de championnat).
Le 15, Barcelone s'impose 2 à 1 au Stade d'Anoeta face à la Real Sociedad grâce à des buts de Luis Suárez et Ousmane Dembélé (4e journée de championnat).
Le 18, Barcelone entame son parcours en Ligue des champions en battant 4 à 0 le PSV Eindhoven au Camp Nou avec un triplé de Lionel Messi et un but d'Ousmane Dembélé.
Le 23, le Barça concède le nul 2 à 2 face au Girona FC au Camp Nou (5e journée de championnat). Lionel Messi (423 matches) devient le joueur étranger, toutes équipes confondues, ayant joué le plus de matches dans l'histoire de la Liga.
Le 26, Barcelone perd 2 à 1 face à Leganés au Stade de Butarque (6e journée de championnat) mais maintient sa première place au classement, à égalité de points avec le Real Madrid.
Le 27 septembre 2018, le club présente un nouvel écusson d'où les lettres FCB ont été supprimées. Le nombre de barres bleues et grenats de l'écusson passe de sept à cinq. Le nouvel écusson sera utilisé à partir de juin 2019.
Le 29, le Barça concède le nul 1 à 1 face à l'Athletic Bilbao au Camp Nou (7e journée de championnat).

### Octobre
Le 3 octobre, Barcelone s'impose 4 à 2 face à Tottenham Hotspur au Wembley Stadium (2e journée de la Ligue des champions). Messi, auteur de deux buts et d'une passe décisive, réalise un match étincelant.
Le 7, Barcelone fait match nul 1 à 1 face à Valence au Stade de Mestalla (8e journée de championnat). Le Séville FC prend la tête du championnat.
Le 20, Barcelone s'impose 4 à 2 face à Séville FC au Camp Nou (9e journée de championnat). À la 26e minute, Messi se fracture le bras droit lors d'une mauvaise chute, il est indisponible pendant trois semaines. Le FC Barcelone reprend la tête du Championnat.
Le 24, le Barça bat 2 à 0 l'Inter de Milan au Camp Nou (3e journée de la Ligue des champions).
Le 28, Barcelone bat 5 à 1 le Real Madrid au Camp Nou (10e journée de championnat). Luis Suárez inscrit trois buts. Le Barça compte désormais sept points d'avance sur son rival madrilène.
Le 31, Barcelone commence son parcours en Coupe d'Espagne par une victoire 1 à 0 à León face à la Cultural Leonesa (16e de finale aller). Clément Lenglet marque le seul but du match sur une passe d'Ousmane Dembélé. Les jeunes Jorge Cuenca, Chumi et Juan Miranda débutent en équipe première.

### Novembre
Le 3 novembre, Barcelone s'impose 3 à 2 face au néo-promu Rayo Vallecano au Stade de Vallecas (11e journée de championnat).
Le 6, le Barça fait match nul 1 à 1 face à l'Inter de Milan à San Siro (4e journée de la Ligue des champions). Après plusieurs semaines d'absence, Lionel Messi est convoqué pour ce match mais il ne joue pas.
Le 11, Barcelone perd 4 à 3 face au Real Betis Balompié au Camp Nou (12e journée de championnat). Messi inscrit deux buts lors de son retour.
Le 25, Barcelone fait match nul 1 à 1 contre l'Atlético de Madrid au Stade Metropolitano (13e journée de championnat). Ousmane Dembélé inscrit le but de l'égalisation en fin de match. Sergio Busquets joue son 500e match officiel sous le maillot du Barça. Barcelone cède la première place au Séville FC.
Le 28, le Barça s'assure la première place du groupe en battant 2 à 1 le PSV Eindhoven au Philips Stadion (5e journée de la Ligue des champions).

### Décembre
Le 2 décembre, Barcelone bat 2 à 0 Villarreal au Camp Nou (14e journée de championnat). Barcelone récupère la tête du classement.
Le 5, le Barça bat 4 à 1 la Cultural Leonesa (16e de finale retour de la Coupe d'Espagne). Le jeune espoir Riqui Puig débute en match officiel avec le Barça.
Le 8, Barcelone s'impose 4 à 0 sur le terrain de l'Espanyol, au Stade Cornellà-El Prat (15e journée de championnat). Lionel Messi inscrit deux buts sur coup franc tandis qu'Ousmane Dembélé et Luis Suárez marquent les autres buts.
Le 11, Barcelone fait match nul 1 à 1 face à Tottenham Hotspur au Camp Nou (6e journée de la Ligue des champions). Barcelone étant déjà assuré de la première place, l'entraîneur Valverde laisse plusieurs titulaires sur le banc (Messi, Suárez, Piqué, Busquets, Alba). Ousmane Dembélé inscrit un superbe but après un raid en solitaire.
Le 16, Barcelone s'impose 5 à 0 au Stade Ciutat de Valencia face au Levante UD (16e journée de championnat). Lionel Messi, étincelant, inscrit un triplé et donne deux passes décisives.
Le 20, le club recrute le défenseur central colombien Jeison Murillo en provenance du Valence CF.
Le 22, Barcelone bat 2 à 0 le Celta de Vigo au Camp Nou grâce à des buts d'Ousmane Dembélé et Lionel Messi (17e journée de championnat).

### Janvier
Le 6, Barcelone l'emporte 2 à 1 sur le terrain de Getafe CF (18e journée de championnat). Barcelone est assuré d'être champion d'hiver.
Le 10, sans Messi et sans de nombreux titulaires, Barcelone perd 2 à 1 face au Levante UD au Stade Ciutat de València (1/8e de finale aller de la Coupe d'Espagne).
Le 13, le Barça boucle le premier tour de la Liga en battant 3 à 0 Eibar au Camp Nou (19e journée de championnat). Lionel Messi inscrit son 400e but en Liga (record absolu).
Le 17, Barcelone bat 3 à 0 Levante UD au Camp Nou grâce à deux buts de Dembélé, particulièrement inspiré, et un de Messi (1/8e de finale retour de la Coupe d'Espagne).
Le 20, Barcelone bat 3 à 1 Leganés au Camp Nou (20e journée de championnat).
Le 21, le club annonce l'arrivée de l'attaquant Kevin-Prince Boateng.
Le 23, le club annonce l'arrivée en été du jeune milieu de terrain Frenkie de Jong.
Le 23, Barcelone, sans Messi, Dembélé et Busquets, perd 2 à 0 face au Séville FC au stade Ramón-Sánchez-Pizjuán (1/4 de finale aller de la Coupe d'Espagne). Kevin-Prince Boateng fait ses débuts sous le maillot blaugrana.
Le 27, le Barça s'impose 2 à 0 face au Girona FC au stade de Montilivi et maintient son avance de cinq points sur l'Atlético Madrid (21e journée de championnat).
Le 30, Barcelone se qualifie en battant 6 à 1 le Séville FC au Camp Nou (1/4 de finale retour de la Coupe d'Espagne). Le Barça atteint les demi-finales pour la neuvième fois consécutive.
Le 31, le jeune défenseur français Jean-Clair Todibo rejoint le club juste avant la fermeture du mercato d'hiver.

### Février
Le 3 février, Barcelone concède un nul 2 à 2 face à Valence CF au Camp Nou (22e journée de championnat). Lionel Messi inscrit les deux buts blaugrana. Il s'agit du 115e doublé du prodige argentin en Liga.
Le 6, Barcelone fait match nul 1 à 1 face au Real Madrid lors de la demi-finale aller de la Coupe d'Espagne au Camp Nou.
Le 10, le Barça concède le nul 0 à 0 au stade San Mamés face à l'Athletic Bilbao (23e journée de championnat).
Le 15, l'entraîneur Ernesto Valverde prolonge son contrat jusqu'en 2020.
Le 16, Barcelone bat 1 à 0 le Real Valladolid au Camp Nou (24e journée de championnat). Barcelone a sept points d'avance sur l'Atlético de Madrid.
Le 19, Barcelone fait match nul 0 à 0 à Lyon face à l'Olympique lyonnais (1/8 de finale aller de la Ligue des champions).
Le 23, le Barça s'impose 4 à 2 face au Séville FC au stade Ramón-Sánchez-Pizjuán (25e journée de championnat) avec notamment un triplé de Lionel Messi (le 50e de sa carrière, 44 avec le Barça et 6 avec l'Argentine). Le défenseur Samuel Umtiti fait son retour après plusieurs mois d'absence.
Le 27, Barcelone se qualifie pour la finale de la Coupe d'Espagne en battant 3 à 0 le Real Madrid au stade Santiago Bernabéu. C'est la sixième finale consécutive du Barça dans cette compétition (record absolu). Lionel Messi joue son 40e Clásico.

### Mars
Le 2 mars, Barcelone s'impose 1 à 0 sur le terrain du Real Madrid grâce à un but d'Ivan Rakitić (26e journée de championnat). Barcelone devance désormais le Real Madrid en nombre de victoires lors des Clásicos pour la première fois en 87 ans : Barcelone totalise 96 victoires contre les 95 du Real après 242 Clásicos disputés. Depuis 2004, Barcelone a remporté 13 des 25 Clásicos joués au stade Santiago Bernabéu. Barcelone est aussi la seule équipe à s'être imposée quatre fois de suite en championnat sur le terrain du Real Madrid.
Le 9, le Barça bat 3 à 1 le Rayo Vallecano au Camp Nou (27e journée de championnat) et maintient son avance de sept points sur l'Atlético Madrid.
Le 13, Barcelone bat et élimine l'Olympique lyonnais sur le score de 5 à 1 au Camp Nou, en huitièmes de finale retour de la Ligue des champions. Messi double passeur et buteur est le grand artisan de cette qualification. Il s'agit du 30e match consécutif sans défaite au Camp Nou en compétitions européennes (record absolu). C'est la douzième fois consécutive que le Barça se qualifie pour les 1/4 de finale.
Le 17, Barcelone s'impose 4 à 1 face au Real Betis au stade Benito-Villamarín avec un triplé de Lionel Messi (28e journée de championnat). Le public sévillan se lève pour applaudir le dernier but du prodige argentin. Barcelone compte désormais dix points d'avance sur l'Atlético Madrid.
Le 30, le Barça bat 2 à 0 le RCD Espanyol au Camp Nou grâce à un doublé de Lionel Messi (29e journée de championnat).

### Avril
Le 2 avril, Barcelone concède un nul 4 à 4 sur le terrain de Villarreal CF (30e journée de championnat). Mené 4 à 2, le Barça revient en toute fin de match grâce à des buts de Messi et Suárez.
Le 6, le Barça fait un grand pas vers son 26e titre de champion d'Espagne en battant 2 à 0 l'Atlético de Madrid au Camp Nou (31e journée de championnat).
Le 10, Barcelone bat 1 à 0 Manchester United à Old Trafford lors du match aller de 1/4 de finale de la Ligue des champions. C'est la première fois que Barcelone s'impose à Old Trafford.
Le 13, le Barça fait match nul 0 à 0 face à Huesca au stade El Alcoraz (32e journée de championnat). De nombreux titulaires sont laissés au repos par l'entraîneur Valverde (Messi, Suárez, Busquets, Rakitic, Piqué, Alba, S. Roberto). Les jeunes Jean-Clair Todibo et Moussa Wagué débutent en équipe première.
Le 16, Barcelone bat 3 à 0 Manchester United au Camp Nou lors du match retour de 1/4 de finale de la Ligue des champions. Messi inscrit deux buts en première mi-temps, puis Coutinho marque le troisième en deuxième mi-temps dans un Camp Nou plein à craquer (96 700 spectateurs).
Le 21, le Barça bat 2 à 1 la Real Sociedad au Camp Nou (33e journée de championnat).
Le 24, Barcelone bat 2 à 0 le Deportivo Alavés au stade de Mendizorroza (34e journée de championnat).
Le 27, le Barça bat 1 à 0 (but de Messi) le Levante UD au Camp Nou devant 92 000 spectateurs (35e journée de championnat). Barcelone est mathématiquement champion d'Espagne pour la 26e fois. Il s'agit du dixième titre en Liga de Lionel Messi.

### Mai
Le 1er mai, devant 98 300 spectateurs, Barcelone bat 3 à 0 Liverpool au Camp Nou lors de la demi-finale aller de la Ligue des champions. Luis Suárez ouvre le score en première mi-temps puis Lionel Messi inscrit un doublé après la pause qui lui permet d'atteindre la barre des 600 buts officiels sous le maillot du Barça. Par ailleurs, Barcelone est la deuxième équipe de l'histoire de la Ligue des champions à atteindre la barre des 500 buts marqués dans la compétition après le Real Madrid (521). Il s'agit du 32e match consécutif sans défaite au Camp Nou en Ligue des champions, un record.
Le 4, Barcelone, sans aucun de ses titulaires, perd 2 à 0 face au Celta de Vigo au stade de Balaídos (36e journée de championnat). Le jeune Álex Collado débute en équipe première.
Le 7, Barcelone perd 4 à 0 face à Liverpool à Anfield lors de la demi-finale retour de la Ligue des champions.
Le 12, le Barça bat 2 à 0 Getafe CF au Camp Nou (37e journée de championnat). Avant le match, le club rend hommage aux anciens joueurs vainqueurs de la Coupe des coupes en 1979 (40e anniversaire).
Le 19, Barcelone fait match nul 2 à 2 face à Eibar au stade d'Ipurúa (38e et dernière journée de championnat). En l'espace d'une minute, Lionel Messi inscrit un doublé en première mi-temps. Un écart de 19 points sépare Barcelone et le Real Madrid, ce qui est un record.
Le 25, Barcelone perd 2 à 1 face à Valence CF la finale de la Coupe du Roi au stade Benito-Villamarín de Séville. Lionel Messi obtient un nouveau record en devenant le seul joueur qui a marqué lors de six finales de Coupe.

## Récompenses et distinctions
Lionel Messi (36 buts) remporte le trophée Pichichi de meilleur buteur de la Liga pour la sixième fois, égalant ainsi le record du légendaire Telmo Zarra. Ces 36 buts permettent à Messi de remporter le Soulier d'or européen pour la sixième fois (record absolu). Il est aussi le meilleur buteur de la Ligue des champions pour la sixième fois (12 buts). Messi remporte également le trophée du meilleur passeur de la Liga pour la cinquième fois ex-aequo avec Pablo Sarabia avec un total de 13 passes décisives.
Le 23 septembre 2019, Lionel Messi remporte le prix The Best décerné par la FIFA au meilleur joueur de la saison.

## Transferts
| Nom                  | Nationalité | Poste     | Forme                                        | Période | Provenance/Destination | Division             |
| Arrivées             |             |           |                                              |         |                        |                      |
| Malcom               | Brésil      | Attaquant | 41 M€ (+var. 1 M€)                           | Été     | Girondins de Bordeaux  | Ligue 1              |
| Clément Lenglet      | France      | Défenseur | 35,9 M€                                      | Été     | Séville FC             | La Liga              |
| Arthur Melo          | Brésil      | Milieu    | 31 M€ (+var. 9 M€)                           | Été     | Grêmio                 | Série A              |
| Arturo Vidal         | Chili       | Milieu    | 18 M€ (+var. 3 M€)                           | Été     | Bayern Munich          | Bundesliga           |
| Carles Aleñá         | Espagne     | Milieu    | Promu de l'équipe réserve                    | Été     | FC Barcelone B         | La Liga 2            |
| Emerson              | Brésil      | Défenseur | 12 M€                                        | Hiver   | Atletico Mineiro       | Serie A              |
| Jean-Clair Todibo    | France      | Défenseur | 1 M€ (+var. 2 M€)                            | Hiver   | Toulouse FC            | Ligue 1              |
| Jeison Murillo       | Colombie    | Défenseur | Prêt                                         | Hiver   | Valence CF             | La Liga              |
| Kevin-Prince Boateng | Ghana       | Attaquant | Prêt                                         | Hiver   | Sassuolo               | Serie A              |
| Départs              |             |           |                                              |         |                        |                      |
| Andrés Iniesta       | Espagne     | Milieu    | Libre                                        | Été     | Vissel Kobe            | J1 League            |
| Yerry Mina           | Colombie    | Défenseur | 30,25 M€ (+var. 1,5 M€)                      | Été     | Everton FC             | Premier League       |
| Lucas Digne          | France      | Défenseur | 20,2 M€ (+var. 1,5 M€)                       | Été     | Everton FC             | Premier League       |
| Gerard Deulofeu      | Espagne     | Attaquant | 13 M€ (+var. 4 M€)                           | Été     | Watford FC             | Premier League       |
| Aleix Vidal          | Espagne     | Défenseur | 8,5 M€ (+var. 2 M€)                          | Été     | Séville FC             | La Liga              |
| Marlon Santos        | Brésil      | Défenseur | 6 M€ (+var. 6 M€)                            | Été     | Sassuolo               | Serie A              |
| Paulinho             | Brésil      | Milieu    | Prêt avec option d'achat obligatoire (50 M€) | Été     | Guangzhou Evergrande   | Chinese Super League |
| André Gomes          | Portugal    | Milieu    | Prêt payant (2,25 M€)                        | Été     | Everton FC             | Premier League       |
| Paco Alcácer         | Espagne     | Attaquant | Prêt Payant (2 M€)                           | Été     | Borussia Dortmund      | Bundesliga           |
| Douglas              | Brésil      | Défenseur | Prêt                                         | Été     | Sivasspor              | Süper Lig            |
| Paco Alcácer         | Espagne     | Attaquant | Levée d'option d'achat (23 M€) (+var. 5 M€)  | Hiver   | Borussia Dortmund      | Bundesliga           |
| Paulinho             | Brésil      | Milieu    | Levée d'option d'achat (50 M€)               | Hiver   | Guangzhou Evergrande   | Chinese Super League |
| Munir El Haddadi     | Espagne     | Attaquant | 1,05 M€                                      | Hiver   | Séville FC             | La Liga              |
| Denis Suárez         | Espagne     | Milieu    | Prêt payant (2 M€)                           | Hiver   | Arsenal FC             | Premier League       |
| Sergi Samper         | Espagne     | Milieu    | Libre                                        | Hiver   | Vissel Kobe            | J1 League            |

### Effectif 2018-2019
Ce tableau liste l'effectif professionnel du FC Barcelone actuel pour la saison 2018-2019.

## Compétitions

### Liga Santander

#### Calendrier
| Date       | J.  | Adversaire         | Lieu                                   | Score | Buteurs                                                                                            |
| ---------- | --- | ------------------ | -------------------------------------- | ----- | -------------------------------------------------------------------------------------------------- |
| 18/08/2018 | 1re | Deportivo Alavés   | Camp Nou, Barcelone                    | 3-0   | Messi 64e 90+2e, Coutinho 83e                                                                      |
| 25/08/2018 | 2e  | Real Valladolid    | Stade José-Zorrilla, Valladolid        | 0-1   | Dembélé 57e                                                                                        |
| 02/09/2018 | 3e  | SD Huesca          | Camp Nou, Barcelone                    | 8-2   | Messi 16e 61e, Pulido 24e (csc), Suárez 39e 90+2e (pen.), Dembélé 48e, Rakitic 52e, Jordi Alba 81e |
| 15/09/2018 | 4e  | Real Sociedad      | Stade d'Anoeta, Saint-Sébastien        | 1-2   | Suárez 63e, Dembélé 66e                                                                            |
| 23/09/2018 | 5e  | Girona FC          | Camp Nou, Barcelone                    | 2-2   | Messi 19e Piqué 63e                                                                                |
| 26/09/2018 | 6e  | CD Leganés         | Stade de Butarque, Leganés             | 2-1   | Coutinho 12e                                                                                       |
| 29/09/2018 | 7e  | Athletic Bilbao    | Camp Nou, Barcelone                    | 1-1   | Munir 84e                                                                                          |
| 07/10/2018 | 8e  | Valence CF         | Mestalla, Valence                      | 1-1   | Messi 23e                                                                                          |
| 20/10/2018 | 9e  | Séville FC         | Camp Nou, Barcelone                    | 4-2   | Coutinho 2e, Messi 12e, Suárez 63e (pen.), Rakitic 88e                                             |
| 28/10/2018 | 10e | Real Madrid        | Camp Nou, Barcelone                    | 5-1   | Coutinho 11e, Suárez 30e (pen.) 75e 83e, Vidal 87e                                                 |
| 03/11/2018 | 11e | Rayo Vallecano     | Stade de Vallecas, Madrid              | 2-3   | Suárez 11e, 90e , Dembélé 87e                                                                      |
| 11/11/2018 | 12e | Betis              | Camp Nou, Barcelone                    | 3-4   | Messi 67e (pen.) 90+4e, Vidal 79e                                                                  |
| 25/11/2018 | 13e | Atletico Madrid    | Wanda Metropolitano, Madrid            | 1-1   | Dembélé 90e                                                                                        |
| 02/12/2018 | 14e | Villarreal CF      | Camp Nou, Barcelone                    | 2-0   | Piqué 36e, Aleñá 87e                                                                               |
| 08/12/2018 | 15e | Espanyol Barcelone | Estadi RCDE, Cornellà de Llobregat     | 0-4   | Messi 17e 65e, Dembélé 26e, Suárez 45e                                                             |
| 16/12/2018 | 16e | Levante UD         | Stade Ciutat de València, Valence      | 0-5   | Suárez 35e, Messi 43e 47e 60e, Piqué 88e                                                           |
| 22/12/2018 | 17e | Celta Vigo         | Camp Nou, Barcelone                    | 2-0   | Dembélé 10e, Messi 45e                                                                             |
| 06/01/2019 | 18e | Getafe CF          | Coliseum Alfonso Pérez, Getafe         | 1-2   | Messi 20e, Suárez 39e                                                                              |
| 13/01/2019 | 19e | SD Eibar           | Camp Nou, Barcelone                    | 3-0   | Suárez 19e 59e, Messi 53e                                                                          |
| 20/01/2019 | 20e | CD Leganés         | Camp Nou, Barcelone                    | 3-1   | Dembélé 32e, Suárez 71e, Messi 90+2e                                                               |
| 27/01/2019 | 21e | Girona FC          | Stade de Montilivi, Gérone             | 0-2   | Semedo 9e, Messi 68e                                                                               |
| 03/02/2019 | 22e | Valence CF         | Camp Nou, Barcelone                    | 2-2   | Messi 39e (pen.) 64e                                                                               |
| 10/02/2019 | 23e | Athletic Bilbao    | Stade de San Mamés, Bilbao             | 0-0   | |
| 17/02/2019 | 24e | Real Valladolid    | Camp Nou, Barcelone                    | 1-0   | Messi 43e (pen.)                                                                                   |
| 23/02/2019 | 25e | Séville FC         | Stade Ramón Sánchez Pizjuán, Séville   | 2-4   | Messi 26e 67e 85e, Suárez 90+3e                                                                    |
| 02/03/2019 | 26e | Real Madrid        | Stade Santiago Bernabéu, Madrid        | 0-1   | Rakitic 26e                                                                                        |
| 09/03/2019 | 27e | Rayo Vallecano     | Camp Nou, Barcelone                    | 3-1   | Piqué 38e, Messi 51e (pen.), Suárez 82e                                                            |
| 17/03/2019 | 28e | Real Betis         | Stade Benito-Villamarín, Séville       | 1-4   | Messi 18e 45+2e 85e, Suárez 63e                                                                    |
| 30/03/2019 | 29e | RCD Espanyol       | Camp Nou, Barcelone                    | 2-0   | Messi 71e 89e                                                                                      |
| 02/04/2019 | 30e | Villarreal CF      | Stade de la Cerámica, Villarreal       | 4-4   | Coutinho 12e, Malcom 16e, Messi 90e, Suárez 90+3e                                                  |
| 06/04/2019 | 31e | Atlético de Madrid | Camp Nou, Barcelone                    | 2-0   | Suárez 85e, Messi 86e                                                                              |
| 13/04/2019 | 32e | SD Huesca          | Stade El Alcoraz, Huesca               | 0-0   | |
| 21/04/2019 | 33e | Real Sociedad      | Camp Nou, Barcelone                    | 2-1   | Lenglet 45e, Alba 64e                                                                              |
| 24/04/2019 | 34e | Deportivo Alavés   | Stade de Mendizorroza, Vitoria-Gasteiz | 0-2   | Aleñá 54e, Suárez 60e (pen.)                                                                       |
| 27/04/2019 | 35e | Levante UD         | Camp Nou, Barcelone                    | 1-0   | Messi 62e                                                                                          |
| 04/05/2019 | 36e | Celta de Vigo      | Stade de Balaídos, Vigo                | 2-0   | |
| 12/05/2019 | 37e | Getafe CF          | Camp Nou, Barcelone                    | 2-0   | Vidal 39e, Dakonam 89e (csc)                                                                       |
| 19/05/2019 | 38e | SD Eibar           | Stade d'Ipurúa, Eibar                  | 2-2   | Messi 31e 32e                                                                                      |

#### Classement
Le classement est établi sur le barème de points classique (victoire à 3 points, match nul à 1, défaite à 0).
Pour départager les égalités, on tient d'abord compte des points en confrontations directes, puis de la différence de buts en confrontations directes, puis de la différence de buts générale, puis du nombre de buts marqués et enfin du nombre de points de Fair-Play.
| Rang | Équipe                | Pts | J  | G  | N  | P  | Bp | Bc | Diff |
| ---- | --------------------- | --- | -- | -- | -- | -- | -- | -- | ---- |
| 1    | FC Barcelone T S      | 87  | 38 | 26 | 9  | 3  | 90 | 36 | +54  |
| 2    | Atlético de Madrid SU | 76  | 38 | 22 | 10 | 6  | 55 | 29 | +26  |
| 3    | Real Madrid MC        | 68  | 38 | 21 | 5  | 12 | 63 | 46 | +17  |
| 4    | Valence CF C          | 61  | 38 | 15 | 16 | 7  | 51 | 35 | +16  |
| 5    | Getafe CF             | 59  | 38 | 15 | 14 | 9  | 48 | 35 | +13  |
| 6    | Séville FC            | 59  | 38 | 17 | 8  | 13 | 62 | 47 | +15  |
| 7    | Espanyol Barcelone    | 53  | 38 | 14 | 11 | 13 | 48 | 50 | -2   |
| 8    | Athletic Bilbao       | 53  | 38 | 13 | 14 | 11 | 41 | 45 | -4   |
| 9    | Real Sociedad         | 50  | 38 | 13 | 11 | 14 | 45 | 46 | -1   |
| 10   | Betis Séville         | 50  | 38 | 14 | 8  | 16 | 44 | 52 | -8   |
| 11   | Deportivo Alavés      | 50  | 38 | 13 | 11 | 14 | 39 | 50 | -11  |
| 12   | SD Eibar              | 47  | 38 | 11 | 14 | 13 | 46 | 50 | -4   |
| 13   | CD Leganés            | 45  | 38 | 11 | 12 | 15 | 37 | 43 | -6   |
| 14   | Villarreal CF         | 44  | 38 | 10 | 13 | 15 | 49 | 52 | -3   |
| 15   | Levante UD            | 44  | 38 | 11 | 11 | 16 | 59 | 66 | -7   |
| 16   | Real Valladolid P     | 41  | 38 | 10 | 11 | 17 | 32 | 51 | -19  |
| 17   | Celta Vigo            | 41  | 38 | 10 | 11 | 17 | 53 | 62 | -9   |
| 18   | Gérone FC             | 37  | 38 | 9  | 10 | 19 | 37 | 53 | -16  |
| 19   | SD Huesca P           | 33  | 38 | 7  | 12 | 19 | 43 | 65 | -22  |
| 20   | Rayo Vallecano P      | 32  | 38 | 8  | 8  | 22 | 41 | 70 | -29  |

Qualifications européennes
Ligue des champions 2019-2020
- 1er, 2e, 3e, et 4e : phase de groupes

Ligue Europa 2019-2020
- 5e et 6e : phase de groupes
- 7e  : 2e tour de qualification

Relégation
- 18e, 19e et 20e : relégation en Liga 2

Abréviations
- T : Tenant du titre
- C : Vainqueur de la Coupe du Roi 2018-2019
- S : Vainqueur de la Supercoupe d'Espagne 2018
- SU : Vainqueur de la Supercoupe de l'UEFA 2018
- MC : Vainqueur du Mondial des clubs 2018
- P : Promus de Liga 123

1. ↑  Getafe est devant Séville en vertu des points en confrontations directes.
2. ↑  L'Espanyol est devant l'Athletic Bilbao en vertu des points en confrontations directes.
3. ↑  Villarreal est devant Levante en vertu des points en confrontations directes.
4. ↑  Valladolid est devant le Celta Vigo en vertu des points en confrontations directes.

#### Évolution du classement et des résultats
| Rang     | 2 | 2 | 1 | 1 | 1 | 1 | 1 | 2 | 1 | 1 | 1 | 1 | 2 | 1 | 1 | 1 | 1 | 1 | 1 | 1 | 1 | 1 | 1 | 1 | 1 | 1 | 1 | 1 | 1 | 1 | 1 | 1 | 1 | 1 | 1 | 1 | 1 | 1 | 34 |   |   |
| Résultat | G | G | G | G | N | D | N | N | G | G | G | D | N | G | G | G | G | G | G | G | G | N | N | G | G | G | G | G | G | N | G | N | G | G | G | D | G | N | —  | — | — |

Le 27 avril 2019 le FC Barcelone est officiellement champion.
| Liga BBVA Champion 2018-2019 |
| ---------------------------- |
| FC Barcelone 26e Titre       |

### Ligue des Champions de l'UEFA

#### Calendrier
| Date                   | J.  | Adversaire    | Lieu                       | Score | Buteurs                                 |
| ---------------------- | --- | ------------- | -------------------------- | ----- | --------------------------------------- |
| 18/09/2018 18:55 GMT+2 | 1re | PSV Eindhoven | Camp Nou, Barcelone        | 4-0   | Messi 31e 77e 87e, Dembélé 74e          |
| 03/10/2018 21:00 GMT+2 | 2e  | Tottenham     | Wembley Stadium, Londres   | 2-4   | Coutinho 2e, Rakitic 28e, Messi 56e 90e |
| 24/10/2018 21:00 GMT+2 | 3e  | Inter Milan   | Camp Nou, Barcelone        | 2-0   | Rafinha 32e, Alba 83e                   |
| 06/11/2018 21:00 GMT+2 | 4e  | Inter Milan   | Stade San Siro, Milan      | 1-1   | Malcom 83e                              |
| 28/11/2018 21:00 GMT+2 | 5e  | PSV Eindhoven | Philips Stadion, Eindhoven | 1-2   | Messi 61e, Piqué 70e                    |
| 11/12/2018 21:00 GMT+2 | 6e  | Tottenham     | Camp Nou, Barcelone        | 1-1   | Dembélé 7e                              |

#### Classement
| Rang | Équipe        | Pts | J | G | N | P | Bp | Bc | Diff |
| ---- | ------------- | --- | - | - | - | - | -- | -- | ---- |
| 1    | FC Barcelone  | 14  | 6 | 4 | 2 | 0 | 14 | 5  | +9   |
| 2    | Tottenham     | 8   | 6 | 2 | 2 | 2 | 9  | 10 | -1   |
| 3    | Inter Milan   | 8   | 6 | 2 | 2 | 2 | 6  | 7  | -1   |
| 4    | PSV Eindhoven | 2   | 6 | 0 | 2 | 4 | 6  | 13 | -7   |

#### 1/8 de finale
| Date       | Tour      | Adversaire         | Lieu                          | Score | Buteurs                                                    |
| 19/02/2019 | 8e aller  | Olympique Lyonnais | Parc Olympique lyonnais, Lyon | 0-0   |                                                            |
| 13/03/2019 | 8e retour | Olympique Lyonnais | Camp Nou, Barcelone           | 5-1   | Messi 17e (pen.) 78e, Coutinho 31e, Piqué 81e, Dembélé 86e |

#### 1/4 de finale
| Date       | Tour       | Adversaire        | Lieu                     | Score | Buteurs                     |
| 10/04/2019 | 1/4 aller  | Manchester United | Old Trafford, Manchester | 0-1   | Shaw 12e (csc)              |
| 16/04/2019 | 1/4 retour | Manchester United | Camp Nou, Barcelone      | 3-0   | Messi 12e 16e, Coutinho 61e |

#### Demi-finale
| Date       | Tour       | Adversaire   | Lieu                | Score | Buteurs                   |
| 01/05/2019 | 1/2 aller  | Liverpool FC | Camp Nou, Barcelone | 3-0   | Suárez 26e, Messi 75e 82e |
| 07/05/2019 | 1/2 retour | Liverpool FC | Anfield, Liverpool  | 4-0   |                           |

### Coupe du Roi
| Date       | Tour                | Adversaire       | Lieu                                 | Score | Buteurs                                                                    |
| ---------- | ------------------- | ---------------- | ------------------------------------ | ----- | -------------------------------------------------------------------------- |
| 31/10/2018 | 1/16e finale aller  | Cultural Leonesa | Reino de León, Léon                  | 0-1   | Lenglet 90+1e                                                              |
| 05/12/2018 | 1/16e finale retour | Cultural Leonesa | Camp Nou, Barcelone                  | 4-1   | Munir 18e, Denis Suárez 26e 70e, Malcom 44e                                |
| 10/01/2019 | 1/8e finale aller   | Levante UD       | Stade Ciutat de València, Valence    | 2-1   | Coutinho 85e (pen.)                                                        |
| 17/01/2019 | 1/8e finale retour  | Levante UD       | Camp Nou, Barcelone                  | 3-0   | Dembélé 30e 31e, Messi 54e                                                 |
| 23/01/2019 | 1/4 finale aller    | Séville FC       | Stade Ramón Sánchez Pizjuán, Séville | 2-0   |                                                                            |
| 30/01/2019 | 1/4 finale retour   | Séville FC       | Camp Nou, Barcelone                  | 6-1   | Coutinho 13e (pen.) 53e, Rakitic 31e, Roberto 54e, Suárez 89e, Messi 90+2e |
| 06/02/2019 | 1/2 finale aller    | Real Madrid      | Camp Nou, Barcelone                  | 1-1   | Malcom 57e                                                                 |
| 27/02/2019 | 1/2 finale retour   | Real Madrid      | Stade Santiago Bernabéu, Madrid      | 0-3   | Suárez 50e 73e (pen.), Varane 69e (csc)                                    |
| 25/05/2019 | Finale              | Valence CF       | Stade Benito-Villamarín, Séville     | 1-2   | Messi 73e                                                                  |

### Supercoupe d'Espagne
| Date       | J.     | Adversaire | Lieu                             | Score | Buteurs                |
| ---------- | ------ | ---------- | -------------------------------- | ----- | ---------------------- |
| 12/08/2018 | Finale | Séville FC | Stade Ibn-Batouta, Tanger, Maroc | 1-2   | Piqué 42e, Dembélé 78e |

| Supercoupe d'Espagne Vainqueur 2018 |
| ----------------------------------- |
| FC Barcelone 13e Titre              |

### Trophée Joan Gamper
| Date       | Adversaire   | Lieu                | Score | Buteurs                            |
| ---------- | ------------ | ------------------- | ----- | ---------------------------------- |
| 15/08/2018 | Boca Juniors | Camp Nou, Barcelone | 3-0   | Malcom 18e, Messi 39e, Rafinha 67e |

## Statistiques

### Statistiques des buteurs
mis à jour le 26 mai 2019
| Place   | Nom                      | Liga | Coupe du Roi | Ligue des Champions | Supercoupe d'Espagne | TOTAL des buts |
| ------- | ------------------------ | ---- | ------------ | ------------------- | -------------------- | -------------- |
| 1       | Messi                    | 36   | 3            | 12                  | 0                    | 51             |
| 2       | Suárez                   | 21   | 3            | 1                   | 0                    | 25             |
| 3       | Dembélé                  | 8    | 2            | 3                   | 1                    | 14             |
| 4       | Coutinho                 | 5    | 3            | 3                   | 0                    | 11             |
| 5       | Piqué                    | 4    | 0            | 2                   | 1                    | 7              |
| 6       | Rakitic                  | 3    | 1            | 1                   | 0                    | 5              |
| 7       | Malcom                   | 1    | 2            | 1                   | 0                    | 4              |
| 8       | Jordi Alba               | 2    | 0            | 1                   | 0                    | 3              |
| 8       | Vidal                    | 3    | 0            | 0                   | 0                    | 3              |
| 9       | Munir                    | 1    | 1            | 0                   | 0                    | 2              |
| 9       | Denis Suárez             | 0    | 2            | 0                   | 0                    | 2              |
| 9       | Lenglet                  | 1    | 1            | 0                   | 0                    | 2              |
| 9       | Aleñá                    | 2    | 0            | 0                   | 0                    | 2              |
| 10      | Rafinha                  | 0    | 0            | 1                   | 0                    | 1              |
| 10      | Nélson Semedo            | 1    | 0            | 0                   | 0                    | 1              |
| 10      | Roberto                  | 0    | 1            | 0                   | 0                    | 1              |
| csc     | Pulido (SD Huesca)       | 1    | 0            | 0                   | 0                    | 1              |
| csc     | Varane (Real Madrid)     | 0    | 1            | 0                   | 0                    | 1              |
| csc     | Shaw (Manchester United) | 0    | 0            | 1                   | 0                    | 1              |
| csc     | Dakonam (Getafe FC)      | 1    | 0            | 0                   | 0                    | 1              |
| Détails | 16 buteurs               | 90   | 20           | 26                  | 2                    | 138            |

### Statistiques des passeurs
mis à jour le 19 mai 2019
| Place   | Nom           | Liga | Coupe du Roi | Ligue des Champions | Supercoupe d'Espagne | TOTAL des passes |
| ------- | ------------- | ---- | ------------ | ------------------- | -------------------- | ---------------- |
| 1       | Messi         | 13   | 2            | 3                   | 1                    | 19               |
| 2       | Alba          | 8    | 2            | 5                   | 0                    | 15               |
| 3       | Suárez        | 6    | 1            | 3                   | 0                    | 10               |
| 3       | Rakitic       | 5    | 3            | 2                   | 0                    | 10               |
| 4       | Dembélé       | 5    | 2            | 1                   | 0                    | 8                |
| 5       | Vidal         | 7    | 0            | 0                   | 0                    | 7                |
| 6       | Roberto       | 6    | 0            | 0                   | 0                    | 6                |
| 7       | Coutinho      | 5    | 0            | 0                   | 0                    | 5                |
| 8       | Arthur        | 1    | 1            | 0                   | 0                    | 2                |
| 8       | Busquets      | 1    | 0            | 1                   | 0                    | 2                |
| 8       | Piqué         | 2    | 0            | 0                   | 0                    | 2                |
| 8       | Malcom        | 2    | 0            | 0                   | 0                    | 2                |
| 9       | Munir         | 1    | 0            | 0                   | 0                    | 1                |
| 9       | Umtiti        | 1    | 0            | 0                   | 0                    | 1                |
| 9       | Puig          | 0    | 1            | 0                   | 0                    | 1                |
| 9       | Nélson Semedo | 0    | 1            | 0                   | 0                    | 1                |
| Détails | 16 passeurs   | 60   | 13           | 18                  | 1                    | 92               |

## Sélections nationales
Pour la Copa América 2019 qui se déroule au Brésil, Arthur et Philippe Coutinho sont sélectionnés par l'équipe du Brésil qui remporte la compétition le 7 juillet 2019. Lionel Messi y participe avec l'Argentine tout comme Arturo Vidal avec le Chili et Luis Suárez avec l'Uruguay.
Le Sénégalais Moussa Wagué est finaliste de la Coupe d'Afrique des nations.
De son côté, Jean-Clair Todibo participe à la Coupe du monde des moins de 20 ans avec l'Équipe de France.
Clément Lenglet débute en équipe de France le 11 juin 2019.